# Sven Andersson (Fußballspieler, 1963)
Sven Andersson (* 6. Oktober 1963 in Strömstad, Schweden) ist ein ehemaliger schwedischer Fußballspieler. Er ist mittlerweile als Torwarttrainer tätig.

## Laufbahn
Andersson spielte in der Jugend für IFK Strömstad. 1980 wechselte der Torwart zu Örgryte IS in die Division 1. Mit dem Klub schaffte er am Ende der Spielzeit den Aufstieg in die Allsvenskan. 1985 wurde er mit dem Verein schwedischer Meister, als Örgryte IS sich nach zwei einem 4:2-Sieg und einer 2:3-Niederlage gegen IFK Göteborg in den Meisterschaftsfinalspielen durchsetzen konnte. 
1991 verkündete Andersson seinen Rücktritt vom professionellen Fußball und kehrte zu IFK Strömstad zurück. Nach nur einer Spielzeit konnte er jedoch von den Verantwortlichen von Helsingborgs IF zu einem Comeback überredet werden und stand ab 1993 wieder im Tor in der Allsvenskan. 1998 gewann er mit dem Klub den Pokal, ein Jahr später gelang der Sieg in der Meisterschaft. 2001 beendete er nach 233 Erstligaspielen in Folge seine Karriere endgültig. Ausgerechnet in seinem letzten Spiel, dem 431. Einsatz in der Allsvenskan, wurde er mit einer roten Karte vom Platz gestellt. Nach seinem Karriereende wurde er Torwarttrainer bei HIF.
Andersson hütete ein Mal das Tor der schwedischen Nationalelf. Als Ersatzmann für Lars Eriksson und Thomas Ravelli wurde er als dritter Torwart in den Kader bei der Weltmeisterschaft 1990 berufen.

## Erfolge
- Schwedischer Meister: 1985, 1999
- Schwedischer Pokalsieger: 1998

| Personendaten    | Personendaten                |
| ---------------- | ---------------------------- |
| NAME             | Andersson, Sven              |
| KURZBESCHREIBUNG | schwedischer Fußballtorhüter |
| GEBURTSDATUM     | 6. Oktober 1963              |
| GEBURTSORT       | Strömstad                    |